# Silbergras-Herzfleckläufer
Der Silbergras-Herzfleckläufer (Thanatus formicinus) ist eine Spinne aus der Familie der Laufspinnen (Philodromidae). Er ist holarktisch verbreitet und bewohnt als xerothermophile Art überwiegend trockenwarme Habitate (Lebensräume). Der Trivialname rührt von der Tatsache, dass die Art mitunter auch auf Fluren von Silbergras (Corynephorus canescens) gefunden werden kann, obgleich sie ein großes Spektrum an Lebensräumen bewohnt.
Der Silbergras-Herzfleckläufer zählt zu den allgemein häufigeren Arten der Herzfleckläufer (Thanatus) und scheint in Nordamerika der häufigste Vertreter seiner Gattung zu sein. In Europa ist der Silbergras-Herzfleckläufer weitverbreitet, wobei er jedoch in Nordwestdeutschland fehlt. Der Status der Spinne auf den Britischen Inseln gilt als umstritten, da sie dort bislang sehr selten nachgewiesen wurde und Funde dort nur sehr sporadisch erfolgten. Zusätzlich wurde die Art auf Spitzbergen, wo sie zuvor nicht heimisch war, eingeschleppt und konnte sich dort etablieren.
Die Biologie des Silbergras-Herzfleckläufers entspricht grundsätzlich der anderer Arten der Gattung. So ist auch er tagaktiv und hält sich bevorzugt in Bodennähe auf. Er erlegt aktiv als Hetzjäger und demzufolge ohne ein Spinnennetz verschiedene Gliederfüßer. Dabei erbeutet die Art auch vergleichsweise wehrhafte Vertreter dieser Gruppe, die die Dimensionen des Jägers deutlich übertreffen können. Der Paarung geht ein Balzverhalten voraus, das wie bei anderen Herzfleckläufern aus Trommelbewegungen des Männchens mithilfe seiner Pedipalpen (umgewandelte Extremitäten im Kopfbereich) besteht, während das Weibchen in einem katalepsieartigen Zustand verweilt. Das Weibchen bewacht seinen einige Zeit nach der Paarung angefertigten Eikokon bis zum Schlupf der Nachkommen, die dann im Sub- oder im Adultstadium überwintern.

## Merkmale

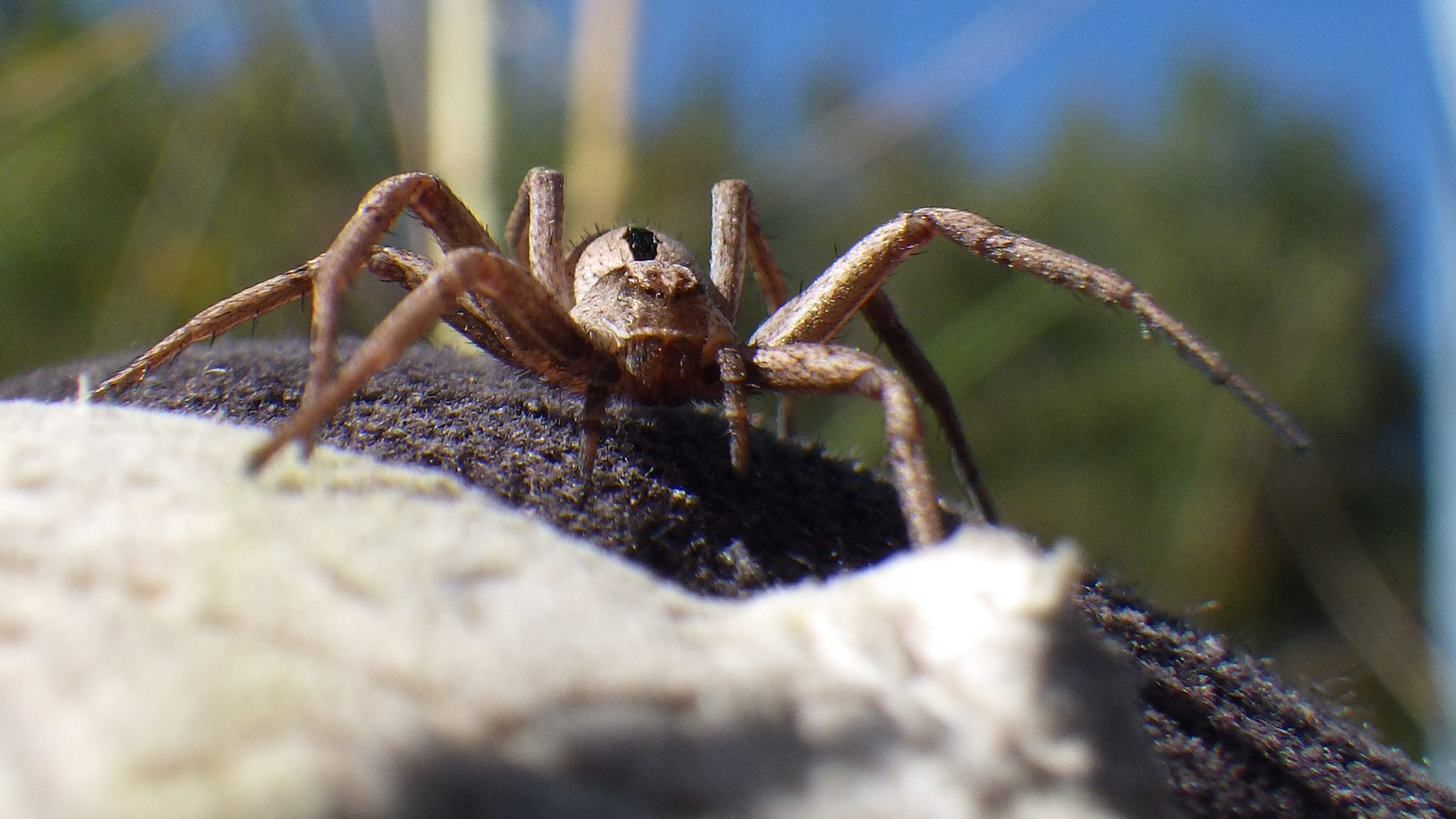
Frontale Detailaufnahme eines Weibchens

Das Weibchen des Silbergras-Herzfleckläufers erreicht eine Körperlänge von 6,9 bis 12 Millimetern, während die des Männchens 5,2 bis 7,4 Millimeter betragen kann. Allerdings scheint die Größe der Spinne zumindest in Nordamerika je nach geographischer Lage zu variieren. So erwiesen sich in Kalifornien gefundene Exemplare des Silbergras-Herzfleckläufers größer als solche, die in Kanada oder dem Osten der Vereinigten Staaten nachgewiesen wurden. Der Körperbau der Art gleicht dem anderer Herzfleckläufer (Thanatus).
Die Grundfärbung des Silbergras-Herzfleckläufers ist hell gelbbraun oder graubraun und kann auch leicht in das Rötliche übergehen. Der Carapax weist eine dunkelrotbraune Grundfarbe auf. Dabei erscheinen die beiden lateralen (seitlichen) Bereiche etwas abgedunkelt. Ein median (mittig) auf dem Carapax verlaufendes Band ist hellgelblichbraun gefärbt. Der cephale (am Kopf gelegene) Bereich besitzt zwei dunkle Streifen, die posterior (nach hinten) weiterlaufen und sich dort schließlich auch treffen. Für gewöhnlich befindet sich vor der Fovea (Apodem) ein blasses V und undeutliche dunkle Längsbänder auf den lateralen Bereichen. Die marginale (am Rand gelegene) Region des Carapax erscheint blass und die Cheliceren (Kieferklauen) dunkelbraun. Das Sternum ist gelblichbraun gefärbt und außerdem mit kleinen dunklen Punkten versehen.
Die Beine weisen eine einheitlich braune oder rotbraune Grundfarbe auf und haben meist zwei undeutliche Linien entlang der dorsalen (oberen) Fläche. Die allesamt fast gleich langen Beine besitzen außerdem dunklere Flecken.
| Femur (Schenkel)                             | Tibia (Schiene)              | Metatarsus (Fersenglied) |
| d0-1-1 oder d1-1-1, pl0-1-1-1ap, rl0-l-1-1ap | pl1-1-1, rl1-1-1, v0-2-2-2ap | v2-2-0                   |

Legende:
- ap = apikal (zur Spitze gelegen)
- d = dorsal
- pl = prolateral (seitlich vorliegend)
- rl = retrolateral (seitlich rückliegend)
- v = ventral (unten)

Das Opisthosoma (Hinterleib) ist auf der Dorsalseite braungelblich gefärbt. Des Weiteren verfügt er auf gleicher Fläche wie bei allen Herzfleckläufern über den namensgebenden und lanzettförmigen Spießfleck mit schwarzer Grundfärbung, der bei dieser Art von weißen Umrandung flankiert wird. Auf der Dorsalseite des Opisthosomas sind abgesehen von dem Lanzettfleck paarigen gezähnten Markierungen befindlich. Posterior verlaufen auf dem Opisthosoma zusätzlich zwei undeutliche hellrotbraune, sich verjüngende Streifen.

### Sexualdimorphismus
Abgesehen von den Körpermaßen ist bei beiden Geschlechtern des Silbergras-Herzfleckläufers kein stark ausgeprägter Sexualdimorphismus (Unterschied der Geschlechter) vorhanden. Die Färbung fällt beim Männchen und beim Weibchen gleich aus.

#### Weibchen

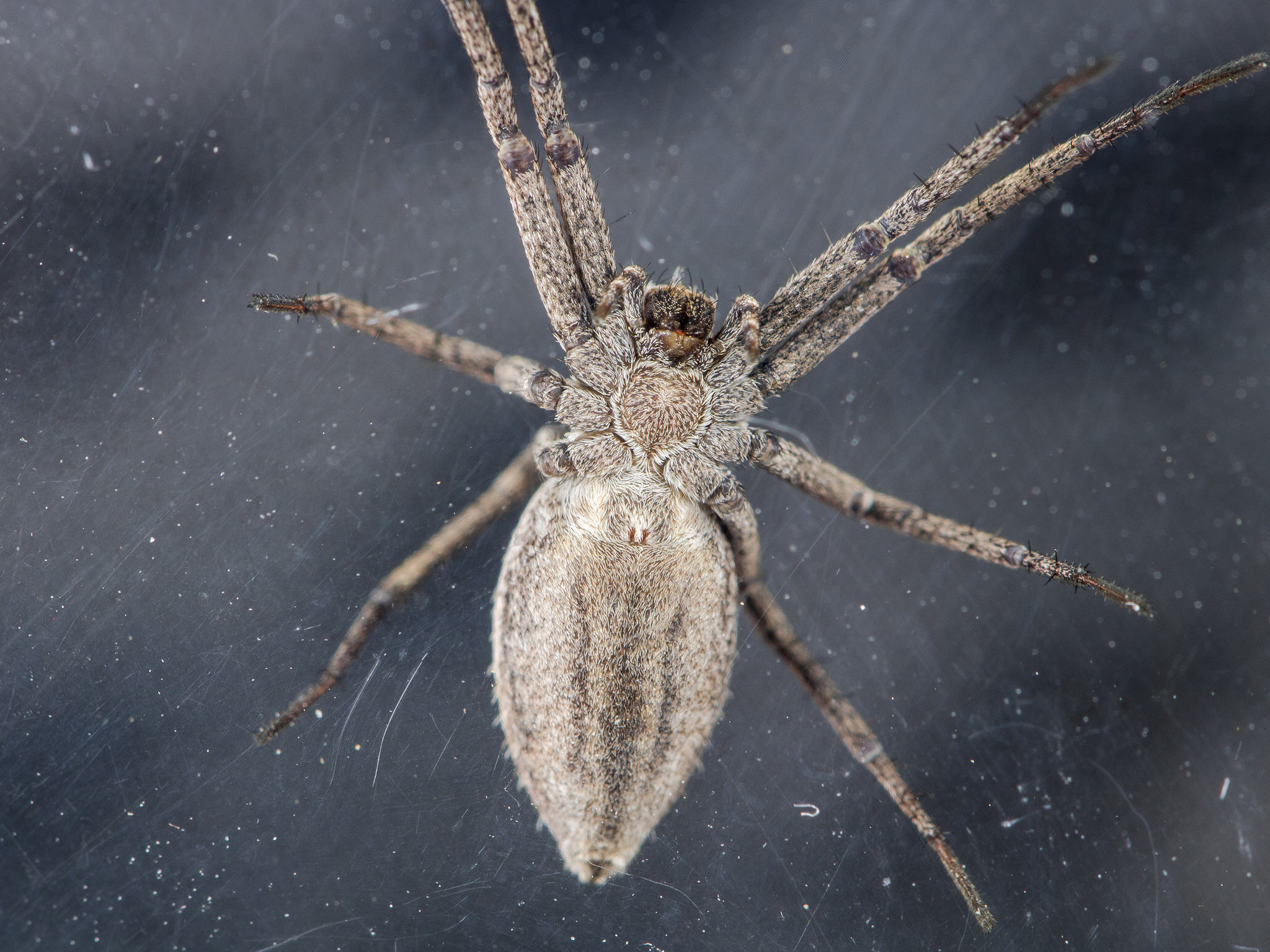
Ventralansicht eines Weibchens

Bei den schwedischen Populationen der Art beträgt die Körperlänge des Weibchens 5,6 bis 8,9 und durchschnittliche 7,6 ± 1. Bei diesen Populationen beträgt die Länge des Carapax 2,71 bis 4,02 sowie im Durchschnitt 3,41 ± 0,35 und dessen Breite 2,35 bis 3,67 sowie durchschnittlich 3,03 ± 0,33 Millimeter. Das Verhältnis zwischen Länge und Breite des Carapax beläuft sich hier demnach auf 1,06 bis 1,20 und zumeist 1,13 ± 0,05. Er ist außerdem hier um 20° geneigt.
Innerhalb der ungarischen Populationen, bei denen das Prosoma des Weibchens eine Länge von 3,04 bis 4,66 und eine Breite von 2,86 bis 4,19 Millimetern erreicht, sind dort die anterior (vorne) medianen (mittleren) Augen voneinander um 0,13 bis 0,23 Millimeter getrennt, während der Abstand der anterior medianen zu den anterior lateralen Augen 0,06 bis 0,09 Millimeter beträgt. Der Abstand zwischen den beiden posterior medianen Augen beläuft sich hier auf 0,25 bis 0,36 und der zwischen den posterior medianen und den posterior lateralen Augen 0,23 bis 0,29 Millimeter. Das mediane Augenviereck hat beim Weibchen beim Auftreten dieser Maße eine anteriore Breite von 0,36 bis 0,52 und eine Länge von 0,36 bis zu 0,53 Millimetern.
| Beinpaar | Femur     | Patella (Glied zwischen Femur und Tibia) | Tibia     | Metatarsus | Tarsus (Fußglied) | Gesamtlänge |
| 1        | 2,79-3,88 | 1,20-1,91                                | 1,99-2,76 | 1,49-2,38  | 1,03-1,89         | 9,40-13,10  |
| 2        | 3,13-4,34 | 1,42-1,98                                | 3,33-3,14 | 1,93-2,68  | 1,18-2,05         | 9,98-14,67  |
| 3        | 2,50-4,11 | 1,18-1,74                                | 2,02-2,70 | 1,44-2,27  | 1,23-1,63         | 9,12-12,76  |
| 4        | 2,95-3,94 | 1,05-1,77                                | 2,36-3,07 | 1,51-2,52  | 1,44-1,98         | 9,46-13,56  |

Das Opisthosoma des Weibchens weist bei einer Länge von 2,46 bis 3,37 jeweils eine Breite von 2,15 bis 3,61 Millimetern auf.

Ansichten von Weibchen
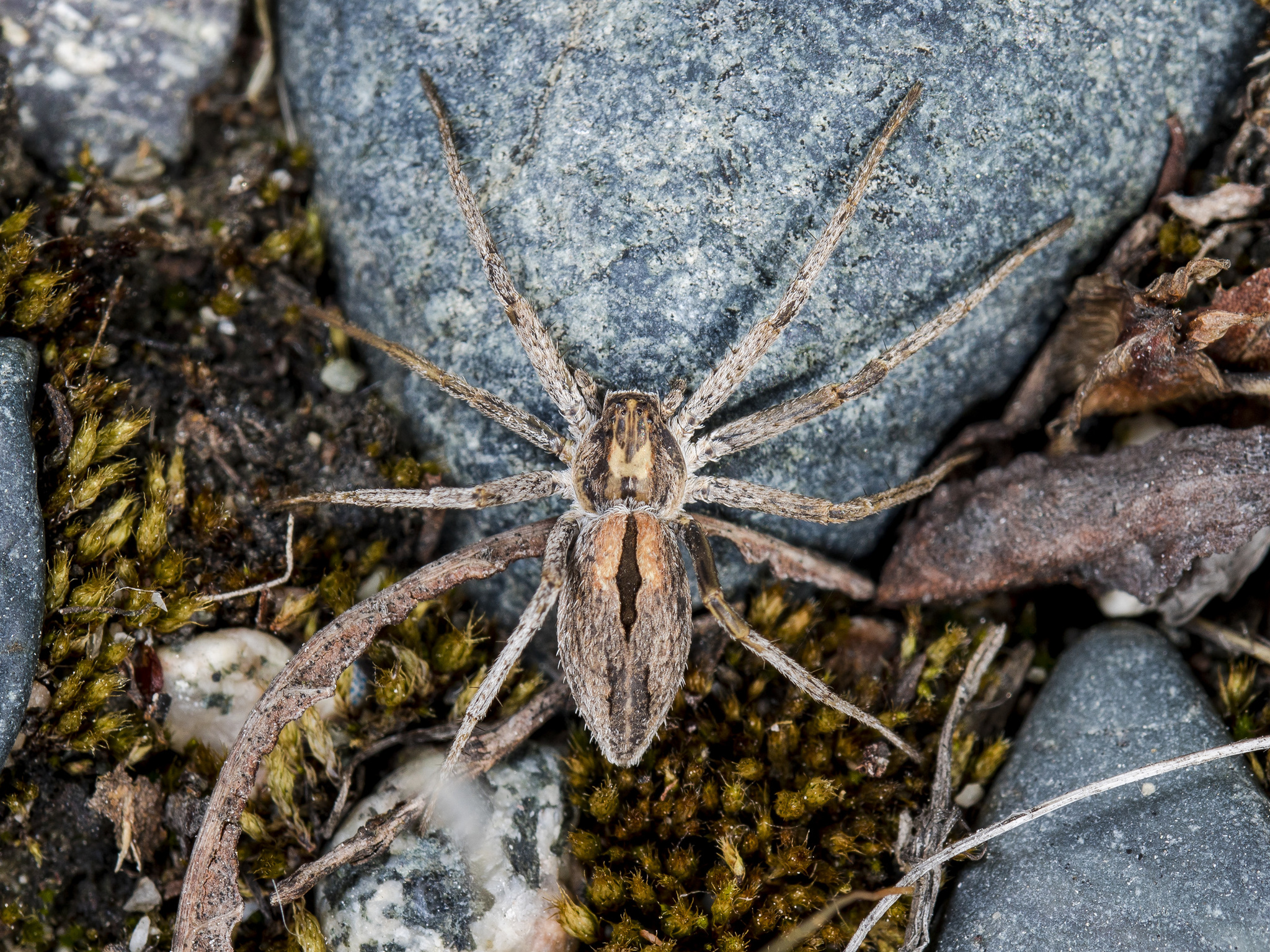
Dorsalansicht
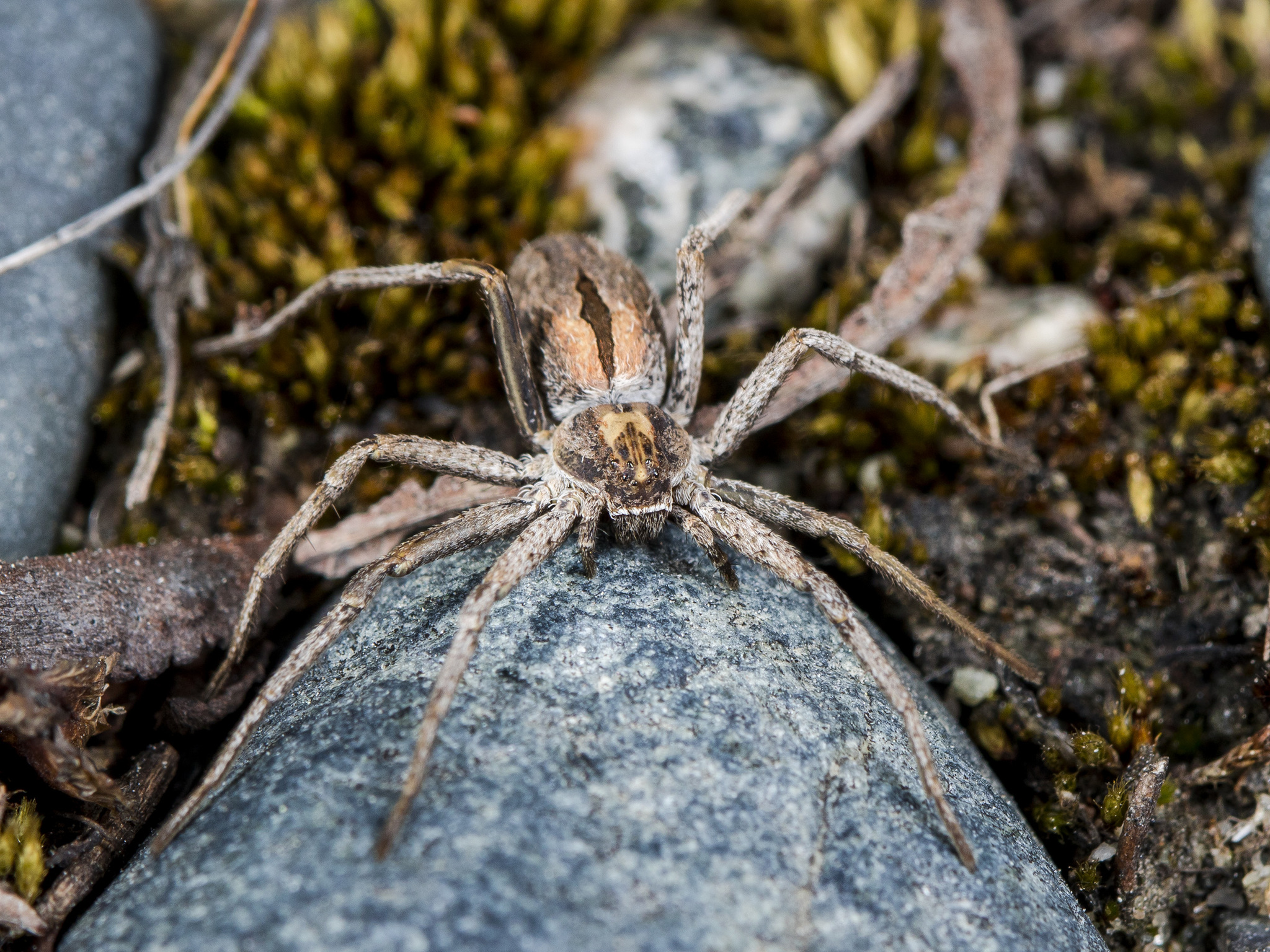
Frontalansicht
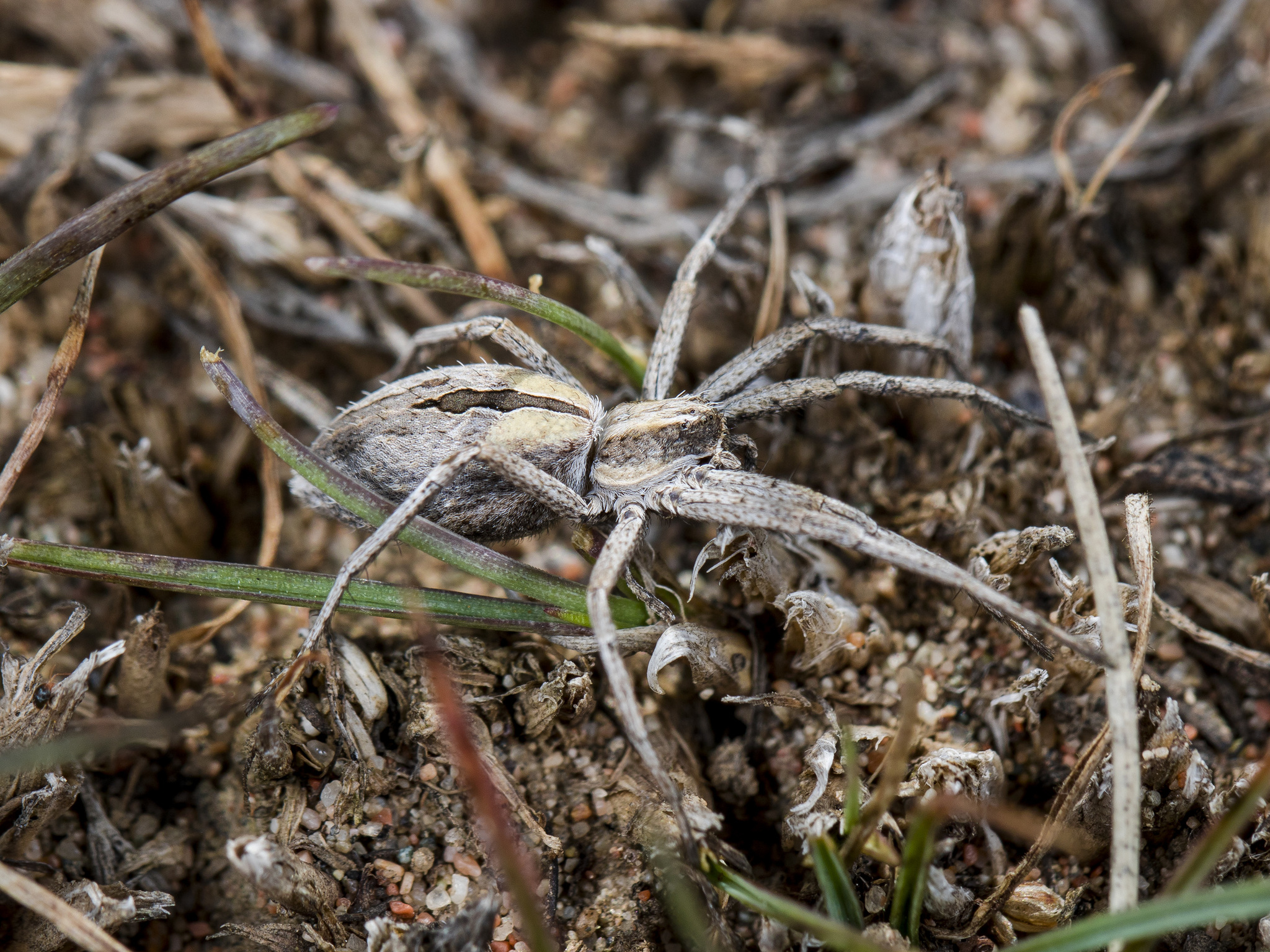
Lateralansicht
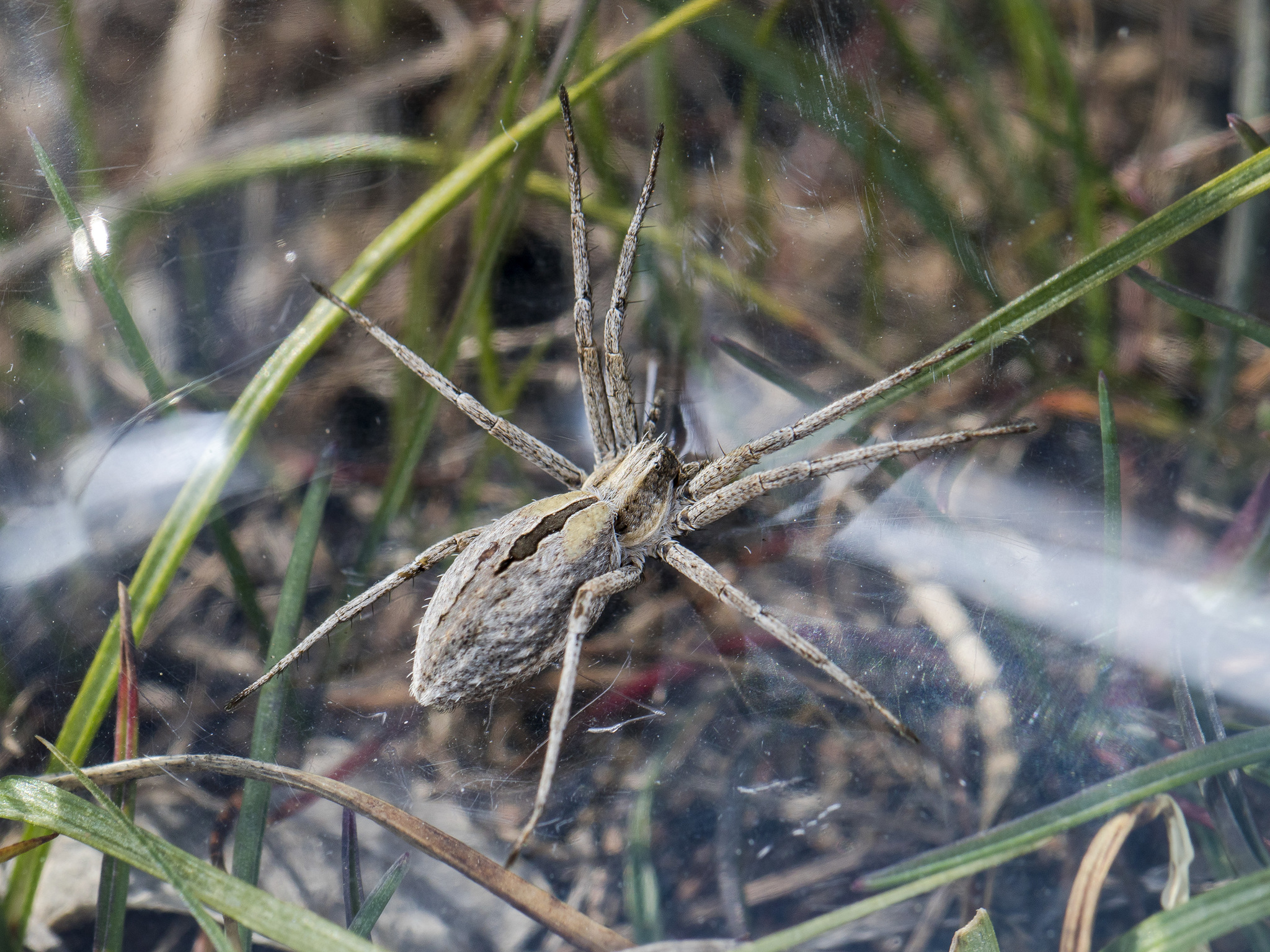
Rückansicht

#### Männchen

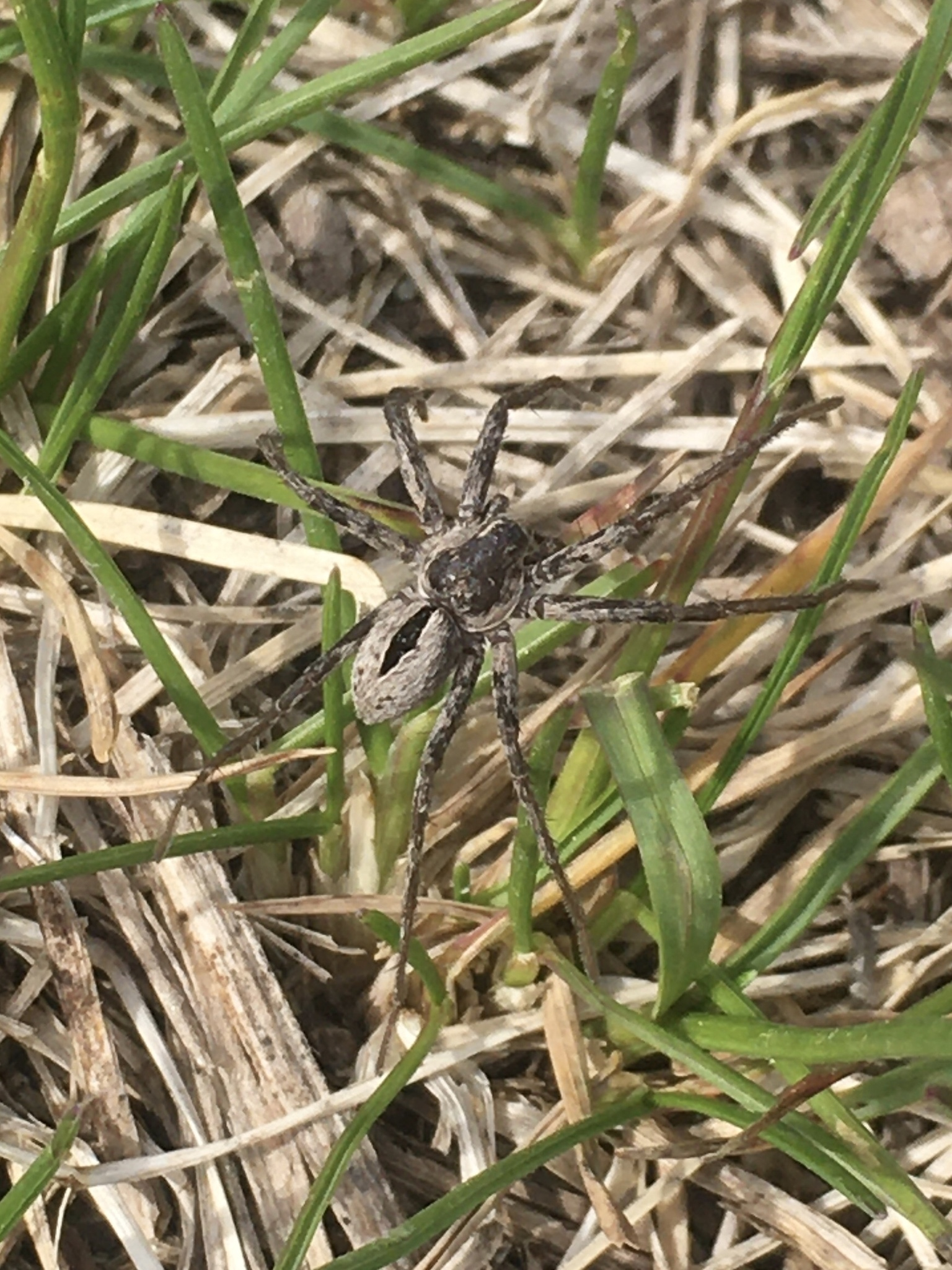
Männchen

Das Männchen des Silbergras-Herzfleckläufers gleicht abgesehen von den hier genannten Eigenschaften dem Weibchen. Bei ihm besitzt innerhalb der schwedischen Beständen der Art, bei denen die Körperlänge des Männchens 5,4 bis 6,5 Millimeter beträgt, der Carapax eine Länge von 2,44 bis 3,37 und Breite von 2,6 bis 3,2 Millimetern sowie eine Neigung von 2°.
Innerhalb der ungarischen Bestände der Art, bei denen das Prosoma des Männchens 2,73 bis 4,02 Millimeter lang und 2,15 bis 3,61 Millimeter breit ist, beträgt der Abstand zwischen den beiden anterior medianen Augen 0,13 bis 0,23 und der zwischen den anterior medianen und den anterior lateralen Augen je 0,06 bis 0,09 Millimeter, während sich der Abstand zwischen den beiden posterior medianen Augen hier auf 0,25 bis 0,36 und der zwischen den posterior medianen und den posterior lateralen auf je 0,23 bis 0,29 Millimeter beläuft. Das mediane Augenviereck ist beim Männchen in diesem Fall anterior 0,36 bis 0,52 Millimeter breit sowie insgesamt 0,36 bis 0,53 Millimeter lang.
| Beinpaar | Femur     | Patella   | Tibia     | Metatarsus | Tarsus    | Gesamtlänge |
| 1        | 2,87-3,57 | 1,07-1,63 | 2,05-2,74 | 1,71-2,56  | 1,53-1,99 | 9,57-12,97  |
| 2        | 2,73-4,18 | 1,26-1,84 | 2,21-3,30 | 2,07-2,64  | 1,57-2,10 | 9,57-14,60  |
| 3        | 2,51-3,84 | 1,33-1,38 | 1,60-3,03 | 1,88-2,45  | 1,24-1,98 | 9,20-13,01  |
| 4        | 2,81-3,99 | 1,26-1,56 | 2,30-3,13 | 2,12-3,21  | 1,58-2,07 | 9,79-14,59  |

Das Opisthosoma des Männchens ist innerhalb der schwedischen Bestände und bei einer Länge von je 2,46 bis 3,37 Millimetern 1,91 bis 2,66 Millimeter breit.

Ansichten von Männchen
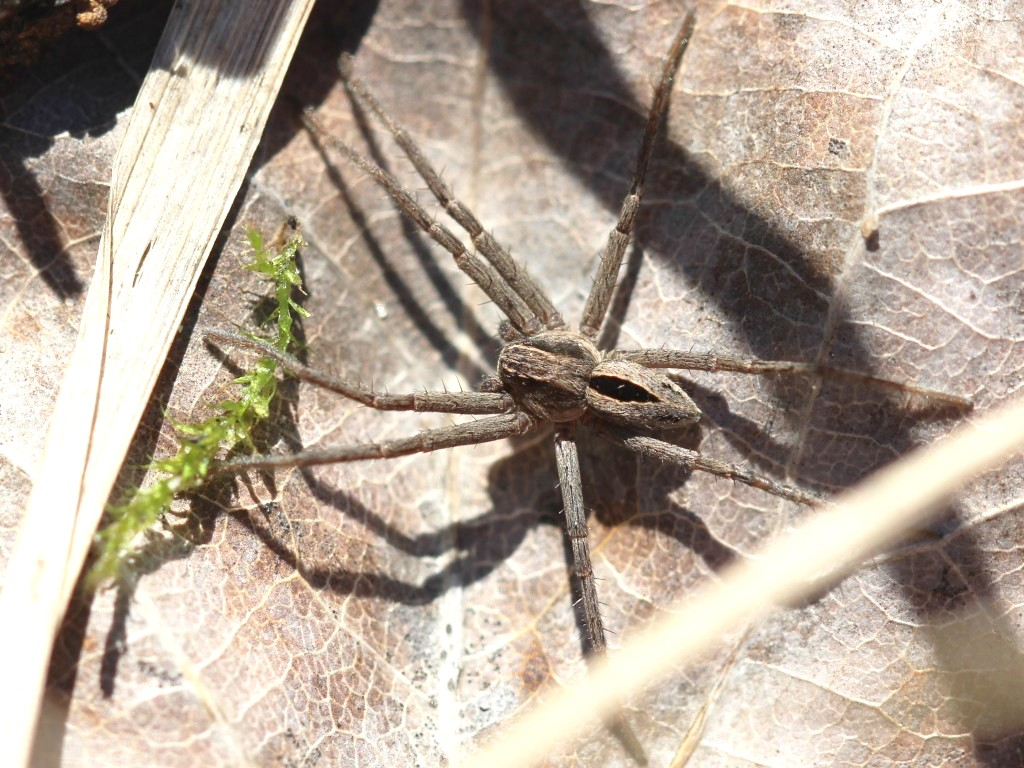
Dorsalansicht
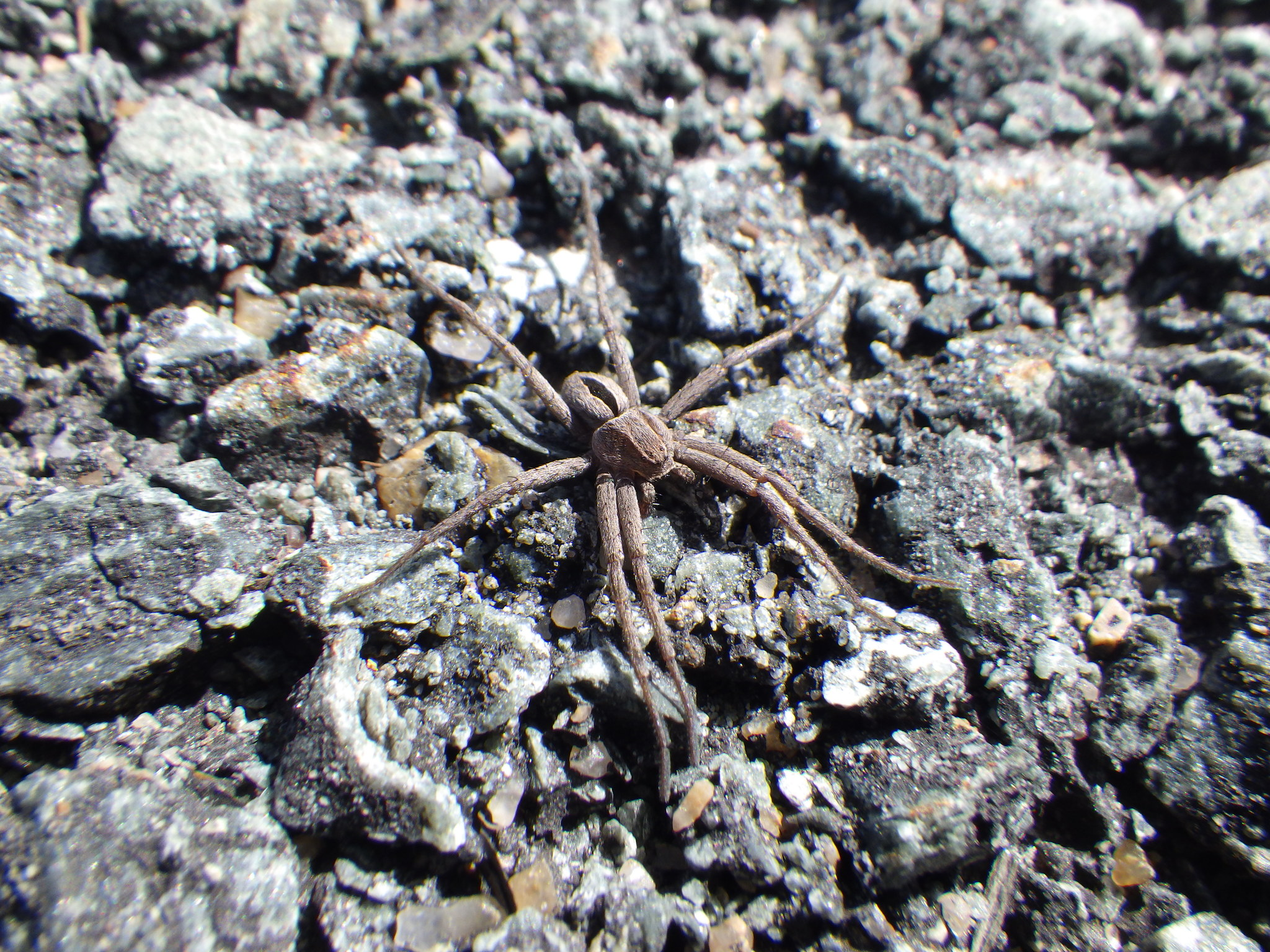
Frontalansicht
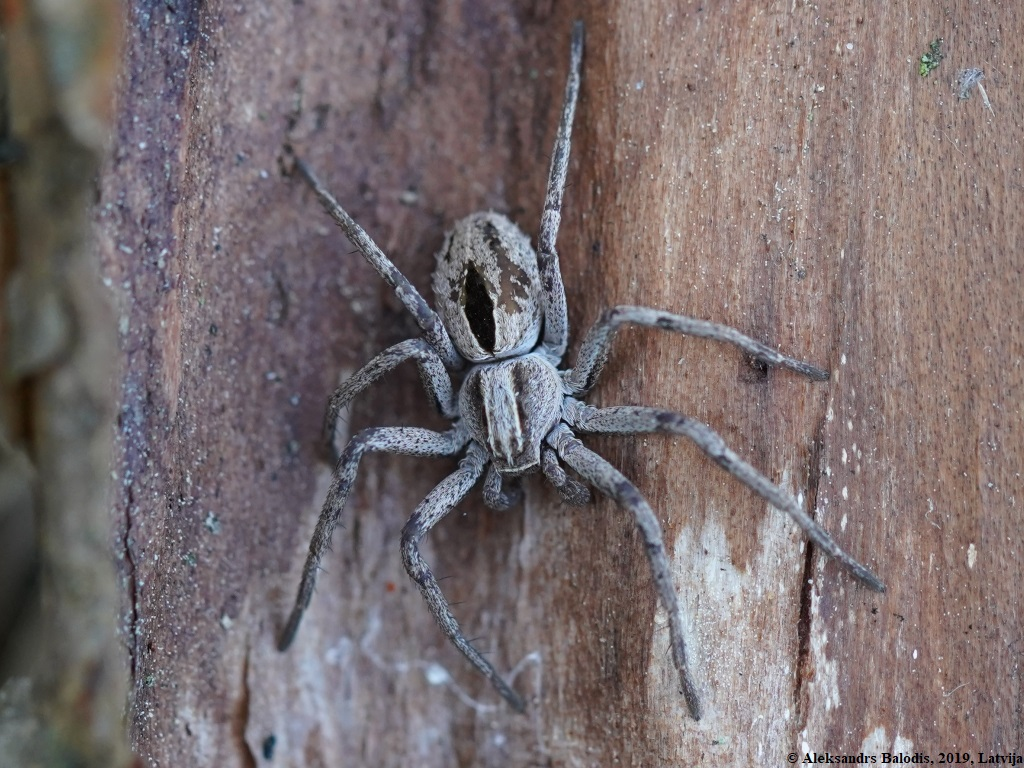
Lateralansicht
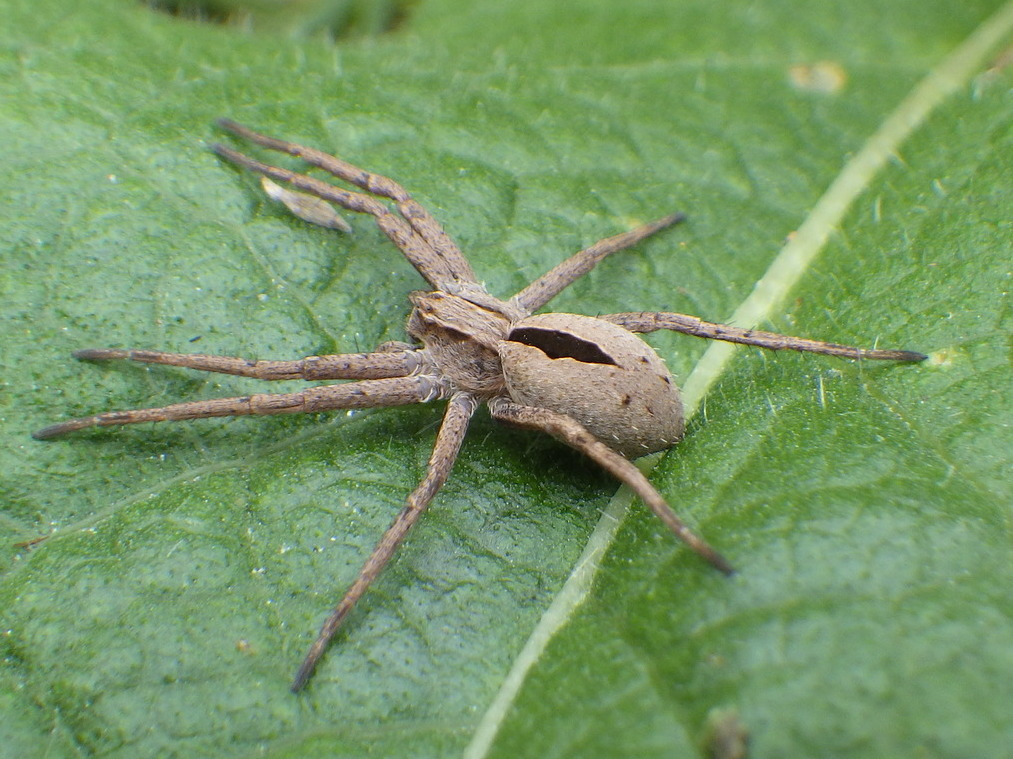
Rückansicht

### Genitalmorphologische Merkmale

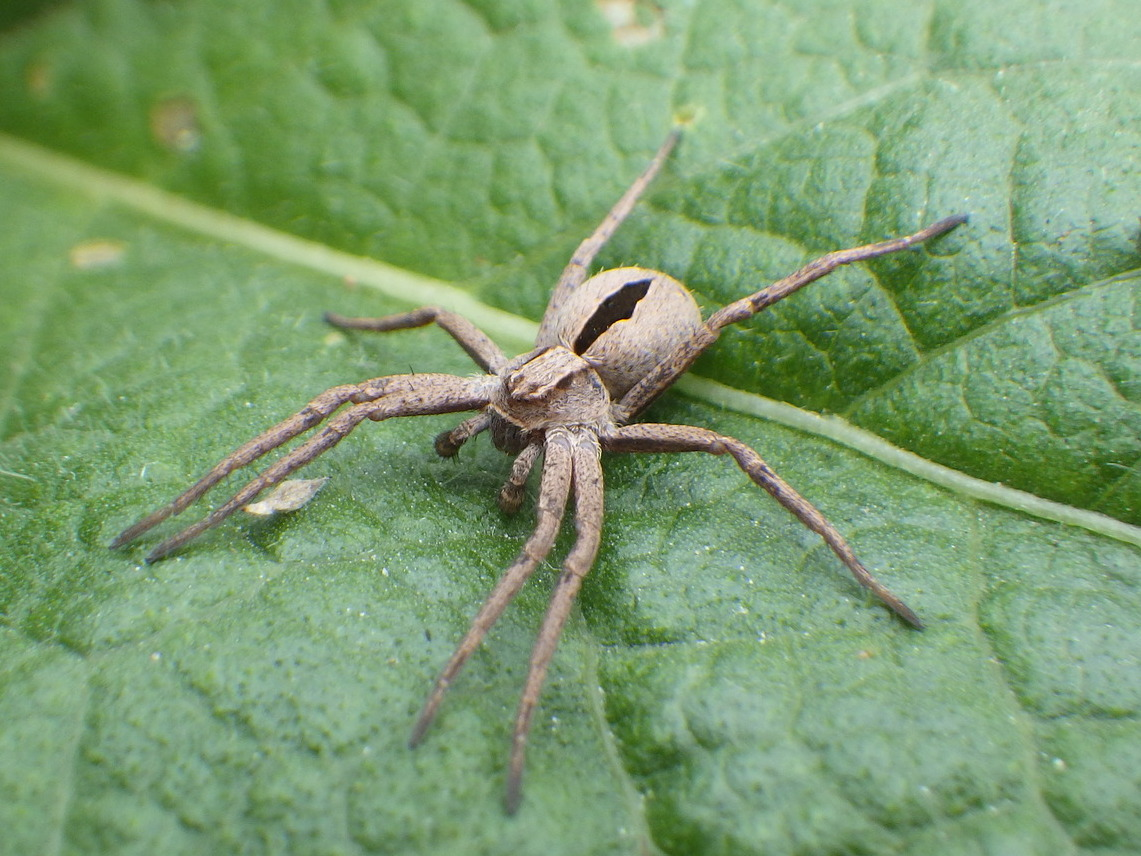
Weitere Frontalansicht eines Männchens mit den hier erkennbaren Bulbi

Beim Männchen des Silbergras-Herzfleckläufers besitzen die Pedipalpen (umgewandelte Extremitäten im Kopfbereich) je eine retrolaterale Apophyse (chitinisierter Fortsatz) an den Tibien (Schienen), die in etwa gleich lang ist wie die jeweilige Tibia selbst und distal (von der Körpermitte entfernt liegend) zugespitzt ist. Der Konduktor (Leiter) erscheint membranös. Die Apophyse hat außerdem eine breite, dreieckige Basis. Dem Tegulum (zweites und mittleres Sklerit, beziehungsweise Hartteil) eines einzelnen Bulbus (männliches Geschlechtsorgan) fehlt anders als bei einigen anderen Herzfleckläufern (Thanatus) eine Prominenz (Vorsprung) zwischen den Zweigen des Konduktors. Der Embolus (drittes und letztes Sklerit des Bulbus) ist dünn und verläuft fast gerade. Er entspringt der weichen Fläche der Außenwand des Tegulums.

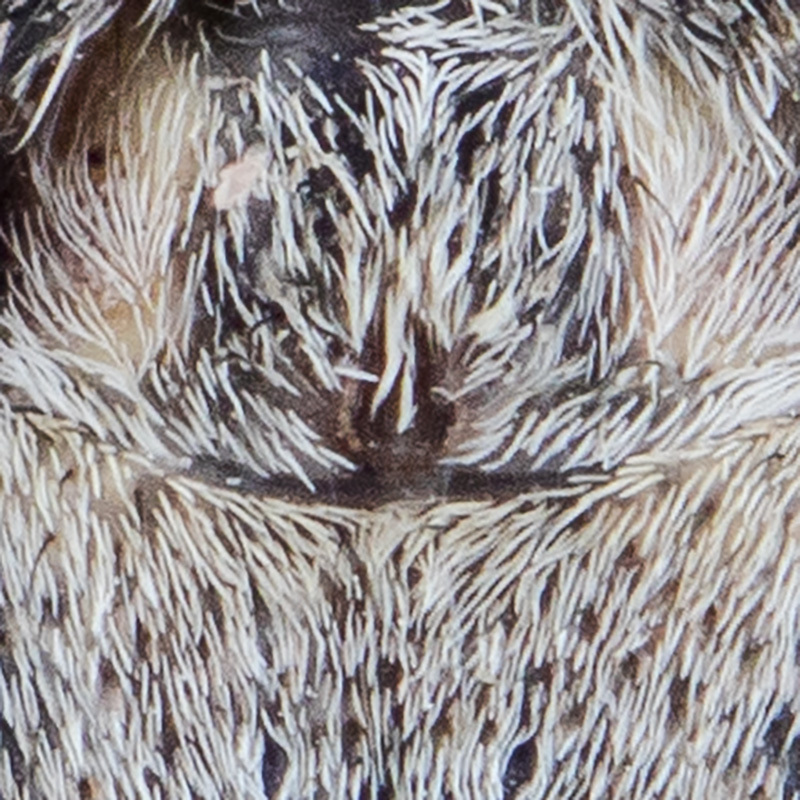
Epigyne eines Weibchens

Die Epigyne (weibliches Geschlechtsorgan) der Art ist parallel oder an den lateralen Rändern in posteriore Richtung konvergierend geformt. Die Epigynalplatte ist etwa so breit wie lang. Das median (mittig) angelegte Septum (Trennwand) hingegen ist in die Breite gehend. Die Atrien der Epigyne sind recht schmal, während die Kopulationsöffnungen posterior an den Taschen der Epigyne angelegt sind. Die Öffnungen selbst haben eine runde Form und sind zusätzlich sklerotisiert. Die Spermatheken (Samentaschen) sind breit gebaut, dicht beieinander, wenig gefurcht und anterolateral eher kantig geformt. Sie verfügen außerdem posterior über je einen schraubenförmigen Bereich und anterior über Drüsen.

### Differenzierung von ähnlichen Herzfleckläufern

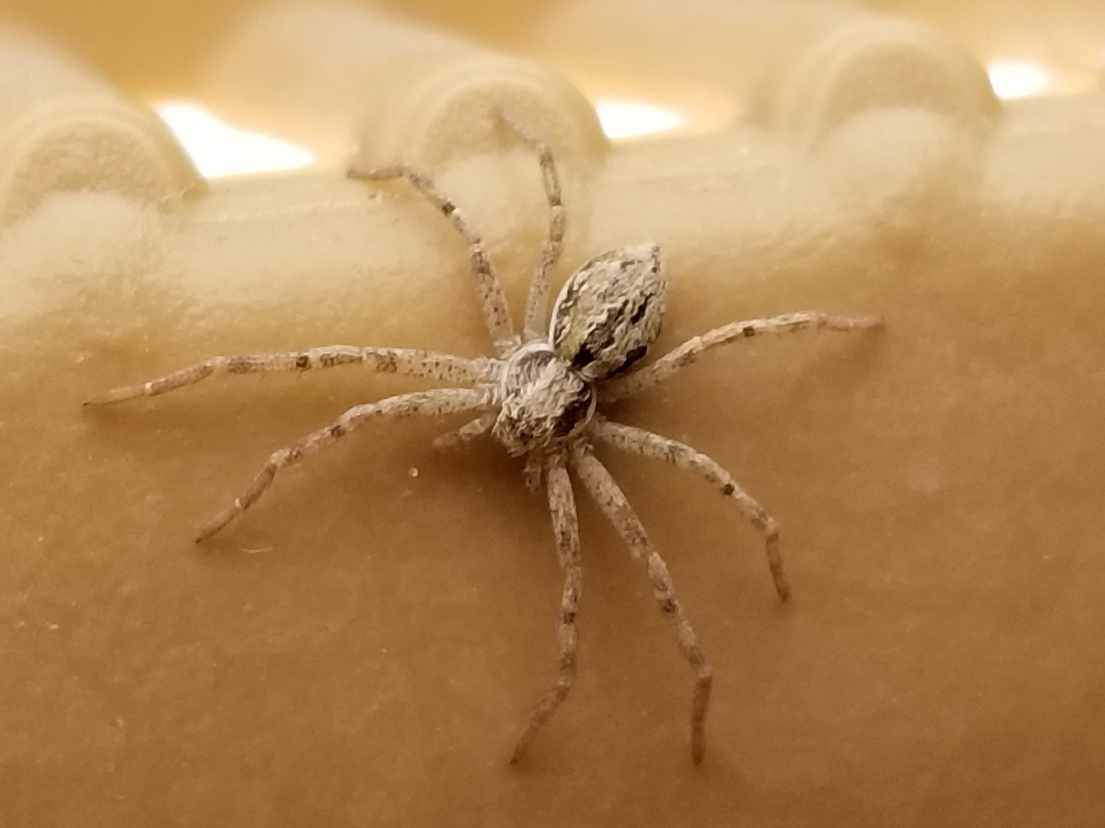
Weibchen von Thanatus coloradensis

Der Silbergras-Herzfleckläufer kann leicht mit anderen Herzfleckläufern (Thanatus) und darunter insbesondere der Art T. coloradensis verwechselt werden, von der er nur anhand des Aufbaus der Geschlechtsorgane sicher unterschieden werden kann. Das Männchen von T. coloradensis kann anhand der dreieckig geformten und seitlich gebogenen retrolateralen Apophysen an den Tibien der Pedipalpen sowie der tägulär (rückseitige) angelegten Prominenzen von dem des Silbergras-Herzfleckläufers unterschieden werden. Die Spermatheken des Weibchens der anderen Art haben zumeist eine ziemlich langgestreckte Erscheinung und sind gut gefurcht. Außerdem sind die anterolateralen (vorne seitlichen) Winkel der Spermatheken hier im Regelfall stark abfallend.

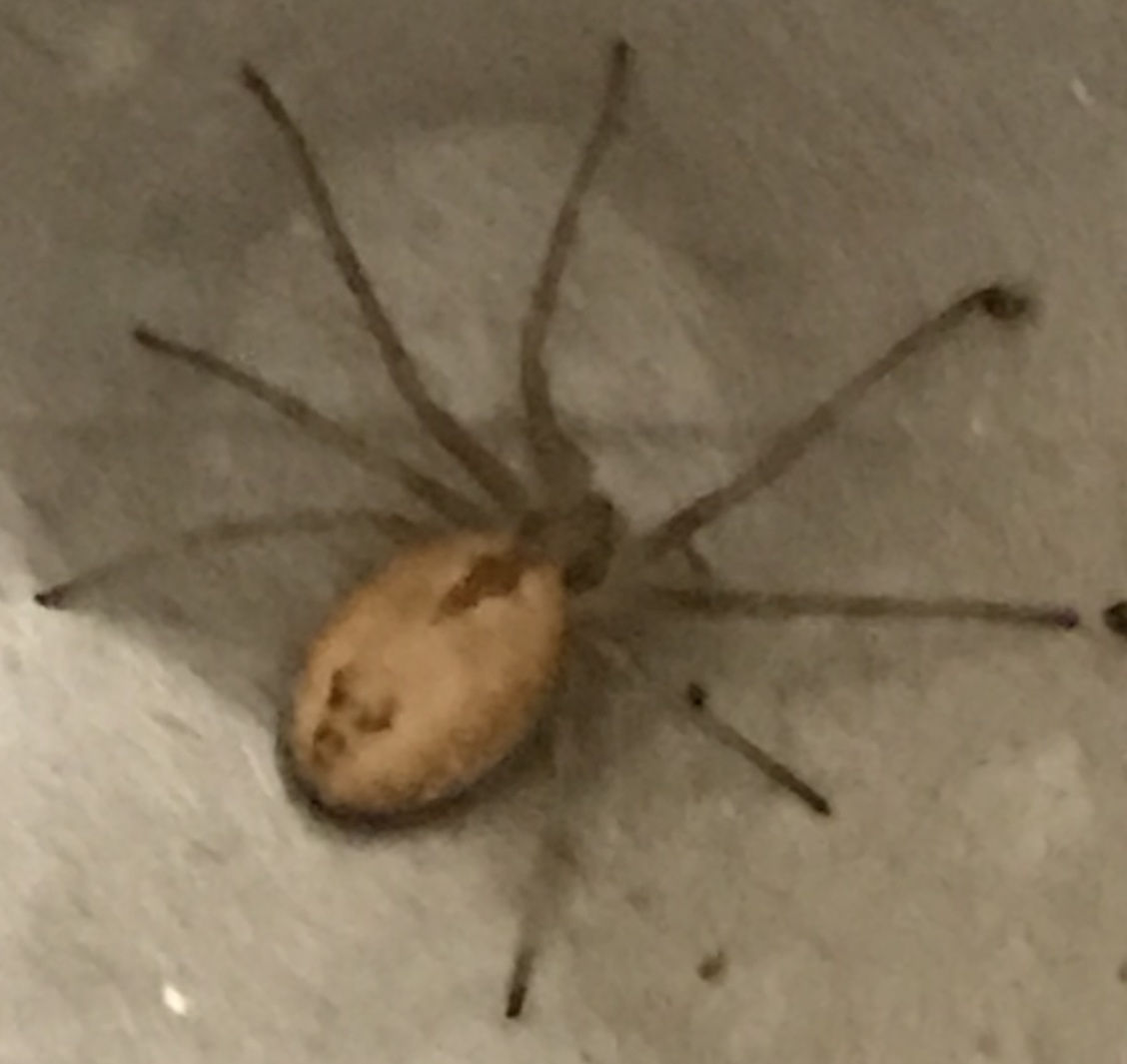
Weibchen des Kosmopolit-Herzfleckläufers (Thanatus vulgaris)

Beim geringfügig kleiner bleibenden Sand-Herzfleckläufer (T. arenarius) hat das Männchen einen rotbraun gefärbten und das Weibchen einen eher hellgrau gefärbten Carapax. Beim Männchen sind dort zusätzlich zwei schmale, weißliche Längsbinden vorhanden. Der Spießfleck auf dem Opisthosoma ist beim Sand-Herzfleckläufer weniger stark abgesetzt. Bei dieser Art befindet sich hinter dem Spießfleck eine dunkelgraues, hell begrenztes Folium (Blattzeichnung). Durch seine gräulichen und längeren Beine ähnelt auch der Kosmopolit-Herzfleckläufer (T. vulgaris) entfernt dem Silbergras-Herzfleckläufer.

## Vorkommen

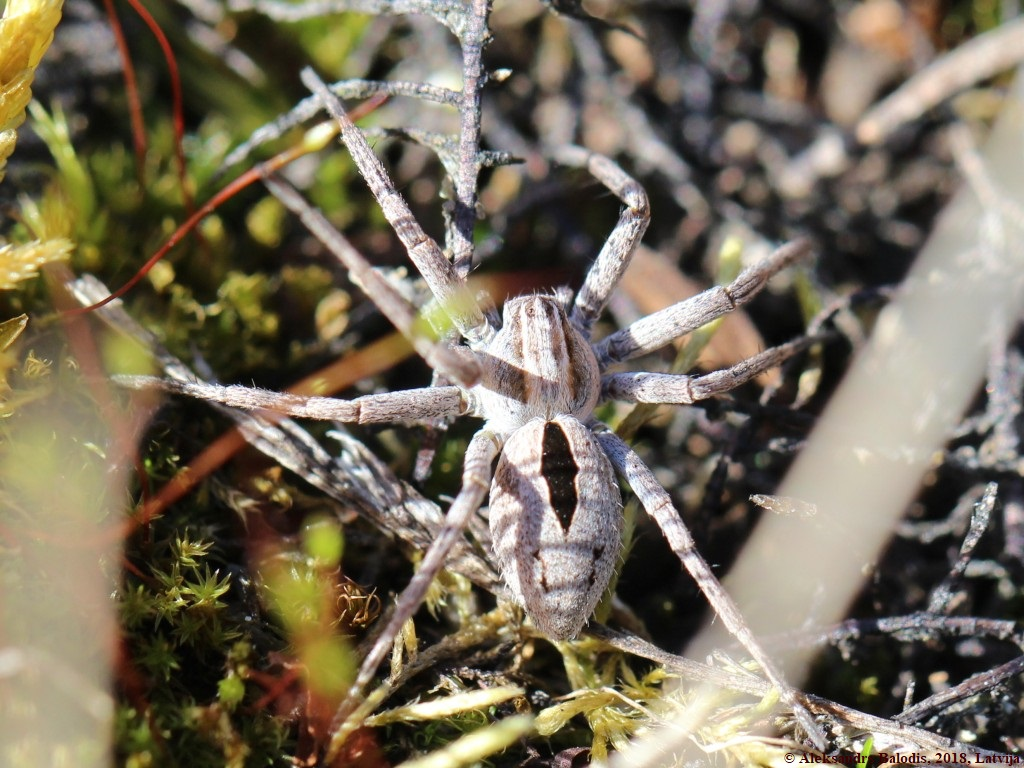
Weibchen, gefunden in Lettland

Der Silbergras-Herzfleckläufer besitzt ein großes und sich über die Holarktis erstreckendes Verbreitungsgebiet, reichend von Nordamerika über Europa, die Türkei, Kaukasien, Russland (europäischer bis fernöstlicher Teil), den Iran, Kasachstan, Zentralasien, China bis nach Japan. Außerdem wurde er auf der norwegischen Inselgruppe Spitzbergen eingeschleppt und konnte sich dort etablieren.
In Europa selber ist der Silbergras-Herzfleckläufer ebenfalls flächendeckend vertreten und ließ sich in Kontinentaleuropa lediglich in der Oblast Kaliningrad, Bosnien und Herzegowina, dem Kosovo und dem europäischen Teil der Türkei sowie zusätzlich auf der russischen Doppelinsel Nowaja Semlja, in Franz-Josef-Land und Island genauso wie auf Irland nicht nachweisen. In Kaukasien fehlt die Art außerdem in Armenien und in Aserbaidschan. Durch Fehlbestimmungen galt sie im letztgenannten Land vor einiger Zeit noch als vorkommend. In Mitteleuropa gilt die Spinne als weitverbreitet, sie fehlt allerdings in Nordwestdeutschland.
In Nordamerika ist der Silbergras-Herzfleckläufer nach Nordwesten hin bis zum US-Bundesstaat Alaska und nach Nordosten bis zur kanadischen Provinz Nova Scotia vertreten, während das Verbreitungsgebiet der Art hier in südöstliche und südwestliche Richtung jeweils in den US-Bundesstaaten Virginia und Texas begrenzt wird.

### Situation auf den Britischen Inseln
Auf Großbritannien erfolgten bislang nur vereinzelt Nachweise des Silbergras-Herzfleckläufers, davon die ersten 1894 in Südengland in der Beaulieu Heath nahe dem Dorf Brockenhurst innerhalb der gelegenen Grafschaft Hampshire und im New Forest sowie im Süden Hampshires. Weitere Funde der Art auf der Insel geschahen im 20. Jahrhundert und zwar ebenfalls in Südengland, jedoch in der Grafschaft East Sussex zwischen der Legsheath Farm und dem Dorf Duddleswell sowie dem Ashdown Forest. Dabei wurden ausgewachsene Exemplare in der Legsheath Farm 1930 und Jungtiere an beiden Standorten in East Sussex 1969 nachgewiesen. Auf Irland erfolgten keine Sichtungen der Art. Nach 1969 ließ sich der Silbergras-Herzfleckläufer auch in den zuvor genannten auf Großbritannien gelegenen Arealen ebenfalls nie mehr nachweisen. Im Ashdown Forest war die Art zuvor anscheinend zahlreich vertreten. 2017 ließen sich allerdings Individuen der Art im Clumber Park, der in der zentralenglischen Grafschaft Nottinghamshire liegt, vorfinden. Die letzte Sichtung von Individuen des Silbergras-Herzfleckläufers auf Großbritannien geschah 2019.
Der Rückgang der für die Spinne geeigneten Lebensräume auf Großbritannien dürfte der Grund dafür sein, dass diese in den erwähnten Gebieten Großbritanniens nicht mehr vorkommt. Auslöser dafür sind vermutlich vor allem Brände in Heidelandschaften sowie deren Rückgang zugunsten von landwirtschaftlich genutzten Flächen. Um die Fläche und die Qualität der Weidelandschaften im New Forest zu erhöhen, wurden außerdem einige Moore entwässert, wodurch ebenfalls Habitate des Silbergras-Herzfleckläufers zurückgingen. Im Gegensatz dazu befinden sich im Ashdown Forest kaum noch Weiden, was mitunter daran liegt, dass Fahrstraßen das nicht eingezäunte Gebiet durchqueren und somit eine Beweidung mit Vieh in diesen Gebieten erschweren. Ein weiteres Problem dürfte das Eindringen von verschiedenem Gestrüpp und dem Adlerfarn (Pteridium aquilinum) in Heidelandschaften auf Großbritannien sein, wodurch ebenfalls Lebensräume für die Spinne zurückgehen können.

### Lebensräume

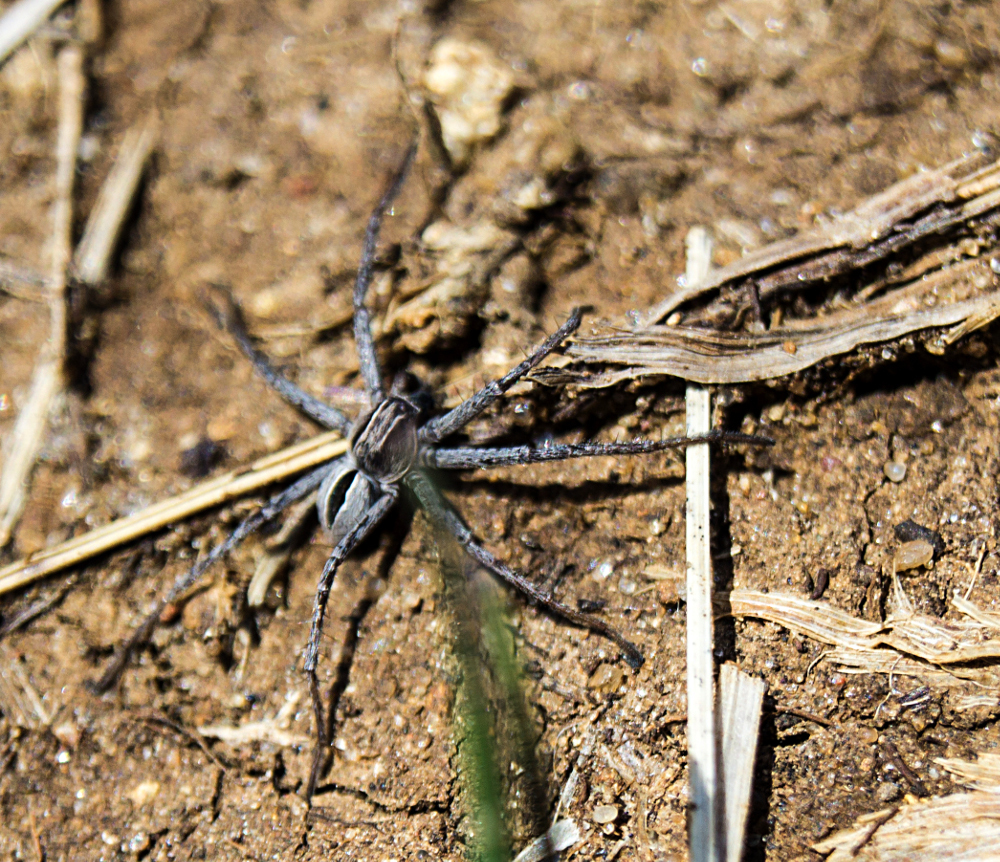
Männchen auf dem Bodengrund

Der Silbergras-Herzfleckläufer bewohnt eine Vielzahl an Habitaten (Lebensräumen), er ist dabei jedoch sehr xerothermophil (trockenwarme Habitate bevorzugend) und bewohnt vor allem trockene Stellen mit niedriger Vegetation, darunter insbesondere steinigen Trockenrasen. Wie in Trocken- oder auch in Halbtrockenrasen kommt die Art auch in xerothermen Waldsteppen vor. Daneben bewohnt die Art auch trockene und halbtrockene Wiesen und entsprechend ihrer Trivialbezeichnung Fluren von Silbergras (Corynephorus canescens).
Neben trockenen und halbtrockenen Lebensräumen ist der Silbergras-Herzfleckläufer jedoch auch im feuchteren Habitaten wie Mooren anzutreffen. Außerdem kommt er in Sümpfen mit Bewuchs aus Torfmoosen (Sphagnum), großen Pflanzen des Blauen Pfeifengrases (Molinia caerulea) und ausgereiften Pflanzen der Besen- (Calluna vulgaris) sowie der Glocken-Heide (Erica tetralix) vor. Ebenso bewohnt die Art offene Nadelwälder mit Heiden, Flechten und Moosen genauso wie Wälder der Zwerg-Birke (Betula nana) in der Subalpinen Höhenstufe. In Nordamerika ließen sich Individuen des Silbergras-Herzfleckläufers auf Wiesen, in Kiefern-, Nadel- und Espenwäldern sowie in Nutzgärten in Höhen von bis zu bis 2920 Metern über dem Meeresspiegel nachweisen. In Nordasien wurde die Art zusätzlich in abfallenden Strauchsteppen sowie in Lichtungen von Laub- und Mischwäldern nachgewiesen.

### Häufigkeit und Gefährdung
Der Silbergras-Herzfleckläufer gilt im Allgemeinen als häufig. In Nordamerika scheint er der häufigste und am weitesten verbreitete Vertreter der Herzfleckläufer (Thanatus) zu sein. Auch in Mitteleuropa ist die Art weitverbreitet, dort jedoch nicht unbedingt häufig. In Nordwestdeutschland kommt die Spinne nicht vor. In anderen Teilen Deutschlands gilt sie als mäßig häufig vorkommend. In der Roten Liste gefährdeter Tiere, Pflanzen und Pilze Deutschlands, beziehungsweise der Roten Liste und Gesamtartenliste der Spinnen Deutschlands (2016) wird der Silbergras-Herzfleckläufer in der Vorwarnliste (V) aufgeführt, da bei den Bestandspopulationen der Art in Deutschland auf langfristige Sicht noch immer ein mäßiger Rückgang zu verzeichnen ist, während für kurzfristige Analysen nicht ausreichend Daten verfügbar sind. Auch in der Roten Liste der Spinnen Kärntens (1999) wird die Spinne in der Vorwarnliste geführt.
In der Roten Liste Großbritanniens (2017) ist der Silbergras-Herzfleckläufer aufgrund der dortigen Bestandssituation nach IUCN-Maßstab in der Kategorie CR („Critically Endangered“, beziehungsweise vom Aussterben bedroht) gelistet. Im Gegensatz dazu wird die Art in der Roten Liste der Spinnentiere (Arachnida) Norwegens (2015) und in der Roten Liste der Spinnen Tschechiens (2015) in der Kategorie LC („Least Concern“, beziehungsweise nicht gefährdet) erfasst.

## Lebensweise

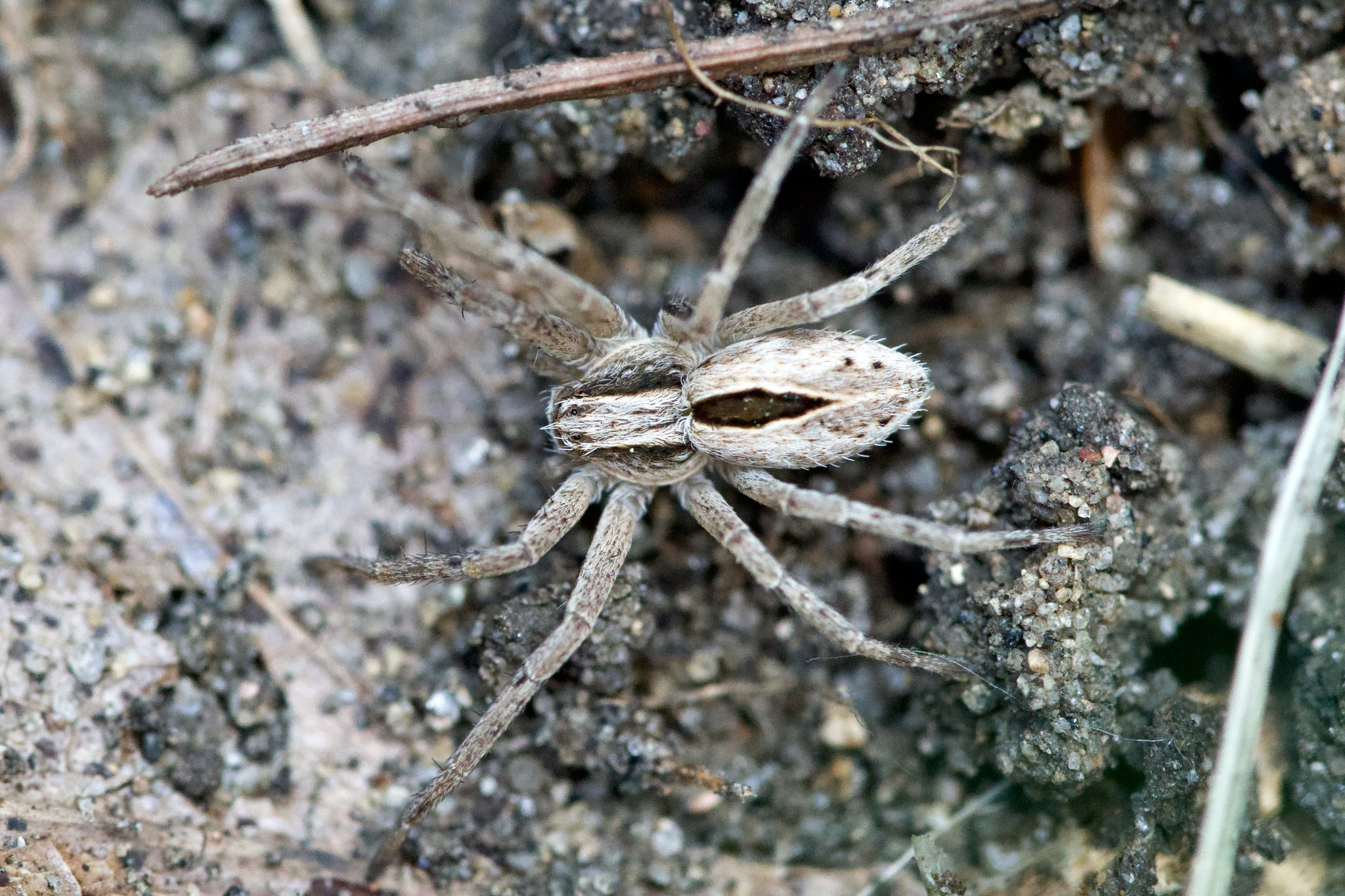
Gut getarntes Weibchen auf dem Bodengrund

Der Silbergras-Herzfleckläufer ist wie alle Herzfleckläufer (Thanatus) tagaktiv und zeigt eine epigäische (die direkte Bodenoberfläche bevorzugende) Biologie. Auch ist er nomadisch und legt demzufolge keine Unterschlüpfe an. Entsprechend ihrer Lebensweise hält sich die Art vorwiegend am Boden oder an bodennaher Vegetation auf. Daneben ist sie in geeigneten Habitaten auf Gräsern und niedrigen Sträuchern sowie unter Steinen zu finden.

### Jagdverhalten und Beutespektrum
Der Silbergras-Herzfleckläufer lebt wie alle Spinnen räuberisch und teilt mit allen Laufspinnen (Philodromidae) die Eigenschaft, Beutetiere freilaufend zu erlegen, sodass auch er kein Spinnennetz für den Beutefang anlegt. Dabei entspricht die Jagdweise der Art der eines Hetzjägers. Der Silbergras-Herzfleckläufer scheint über einen sehr gut entwickelten Sehsinn zu verfügen und nimmt Beutetiere optisch wahr. Hat er ein passendes Beutetier gesichtet, verfolgt er dieses aktiv über mehrere Zentimeter und packt das Beutetier, sobald der Jäger nah genug an dieses gelangt, mit allen vier Beinpaaren und versetzt dem Beutetier mittels der Cheliceren einen Giftbiss, der dieses flucht- und wehrunfähig macht. Unmittelbar danach positioniert die Spinne alle Beinpaare weit weg von dem ergriffenen Beutetier. Insgesamt zeigt der Silbergras-Herzfleckläufer und dabei vor allem trächtige Weibchen eine hohe Aggressivität und Zielstrebigkeit beim Beutezugriff. Das Gift der Art zeigt bei Beutetieren eine auffallend schnelle Wirkung.
Das Beutespektrum des Silbergras-Herzfleckläufers setzt sich aus anderen Gliederfüßern zusammen. Durch seine Jagdweise kann die Art auch wehrhafte Vertreter dieser Klasse erlegen, die deutlich größer sind als die Spinne selbst. So wurde beispielsweise das Erlegen von Exemplaren der Listspinne (Pisaura mirabilis) seitens Individuen des Silbergras-Herzfleckläufers belegt.

### Lebenszyklus und Phänologie
Der Lebenszyklus des Silbergras-Herzfleckläufers entspricht im Überwiegenden dem anderer Herzfleckläufer (Thanatus). Die Phänologie (Aktivitätszeit) der Art beläuft sich bei ausgewachsenen Individuen beider Geschlechter von Mitte April bis September.
Das Balzverhalten des Silbergras-Herzfleckläufer besteht wie bei anderen Herzfleckläufern aus einem Trommeln mit den Pedipalpen seitens des Männchens, ehe es wie bei den anderen Arten der Gattung nach einer gewissen Zeitperiode auf das Weibchen, das während der Paarung in einem katalepsieartigen Zustand verweilt, springt, sodass beide Geschlechtspartner sich während der Paarung übereinander befinden. Auch ansonsten gleicht das Paarungsverhalten des Silbergras-Herzfleckläufers dem anderer Herzfleckläufer, sodass das Männchen seine in die Epigyne des Weibchens einzuführenden Bulbi mehrmals wechselt. Während einem Wechsel dreht sich das auf dem Rücken des Weibchens befindliche Männchen zur jeweils anderen Seite, in die der folgende Bulbi eingeführt werden soll und führt dabei auf dem Rücken des Weibchens tanzartige Bewegungen aus. Die Paarung kann beim Silbergras-Herzfleckläufer bis zu 1,5 Stunden in Anspruch nehmen. Nach der Paarung verlässt das Männchen schnell seine Geschlechtspartnerin, dessen katalepsieartiger Zustand einige Sekunden nach dem Paarungsende nachlässt. Kannibalismus kommt wie bei anderen Herzfleckläufern (Thanatus) scheinbar nicht vor.
Der einige Zeit nach der Paarung vom Weibchen angefertigte Eikokon ist cremefarben und erinnert von der Form her an eine Sammellinse. Der Kokon wird auf der Oberseite von Blättern befestigt und vom Weibchen bis zum Schlupf bewacht. Die Jungtiere überwintern dann im subadulten Stadium oder im bereits ausgewachsenen Zustand.

## Systematik

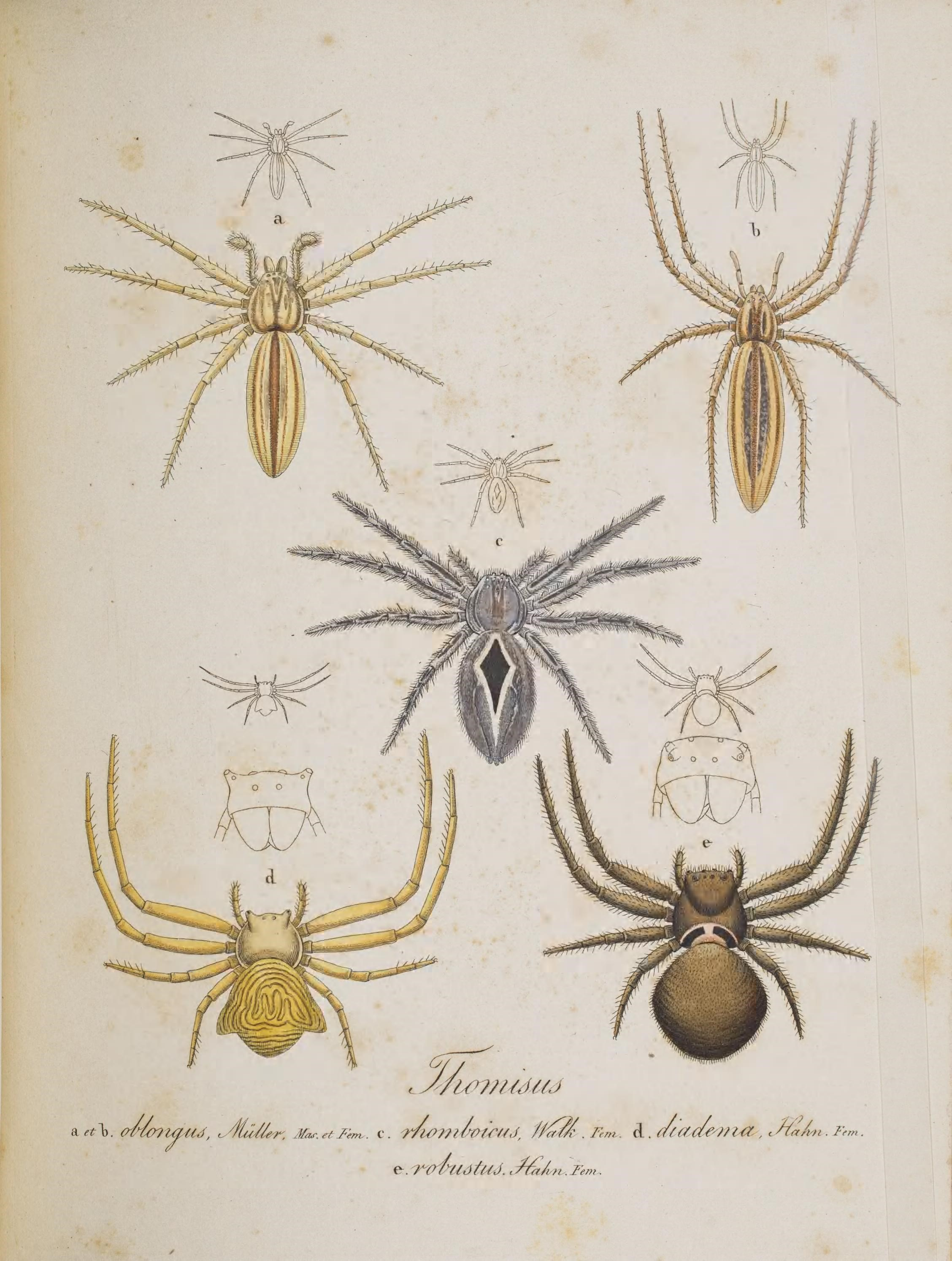
Ausschnitt aus Monographia Aranearum = Monographie der Spinnen (1836) von Carl Wilhelm Hahn mit einer Abbildung des hier als Thomisus rhomboicus bezeichneten Silbergras-Herzfleckläufers in der Mitte

Die Systematik des Silbergras-Herzfleckläufers erfuhr mehrfach Veränderungen. Der Artname formicinus ist eine Abwandlung des lateinischen Nomens formica für „Ameise“ (heute vorwiegend die wissenschaftliche Bezeichnung für die Gattung der Waldameisen) und rührt daher, dass der weibliche Holotypus (für die Erstbeschreibung angewandtes Exemplar) bei einem Ameisenhügel gefunden wurde. Der Silbergras-Herzfleckläufer ist außerdem die Typusart der Herzfleckläufer (Thanatus).

### Beschreibungsgeschichte
Der Silbergras-Herzfleckläufer wurde bei seiner 1757 seitens Carl Alexander Clerck durchgeführten Erstbeschreibung wie alle im 18. Jahrhundert beschriebenen Spinnenarten in die Gattung Araneus (heute die zu den Echten Radnetzspinnen (Araneidae) zählende Gattung der Kreuzspinnen) eingeordnet und als A. formicinus beschrieben. Anschließend führten ihn verschiedene Autoren in unterschiedliche Gattungen und Familien, sodass er mehrere taxonomische Umstellungen erfuhr. Thanatus formicinus ist seit einer 1936 von Saburô Saitô durchgeführten Anwendung der Bezeichnung die durchweg genutzte für die Art.

### Artengruppe des Silbergras-Herzfleckläufers
Seit 1965 besteht eine von Robert X. Schick entworfene und nach dem Silbergras-Herzfleckläufer benannte Artengruppe, die anfangs lediglich neben dem Silbergras-Herzfleckläufer einige weitere in Kalifornien vorkommende Arten der Herzfleckläufer (Thanatus) umfasste. 1996 wurde die Gruppe seitens Dmitri Viktorovich Logunov überarbeitet und beinhaltet neben dem Silbergras-Herzfleckläufer und einigen in Nordamerika vorkommenden Vertretern der Gattung nun auch in Asien verbreitete Arten. Beide Autoren verwendeten jeweils gemeinsame Merkmale, von denen sich die Arten der Gruppe von anderen Herzfleckläufern unterscheiden lassen.
Schick gab folgende Merkmale für die zu dieser Gruppe zählenden Arten an: Bei den Femora vom zweiten Beinpaar beträgt bei den Weibchen der Arten der Längenindex (Länge der Femora des zweiten Beinpaars dividiert durch die von denen des ersten) dieser Gruppe 1 bis 1,2, während den Tibien des ersten Beinpaares angeblich eine prolaterale Bestachelung fehlen soll. An den Pedipalpen befindet sich distal je ein membranöser Bereich, der bis zum prolateralen Rand des Tegulums vom jeweiligen Pedipalpus reicht. Alle Arten besitzen laut Schick gut entwickelte und stark sklerotisierte retrolaterale Apophysen. Die primäre ventrolaterale (seitlich unten liegende) Apophyse ist als blasser Höcker auf der ventrobasalen (unten an der Basis liegend) Seite der retrolateralen (seitlich rückliegende) Apophyse ausgebildet, während eine sukundäre ventrolaterale Apophyse jedoch fehlt. Die Epigyne weist bei allen Arten der Gruppe mitsamt dem Silbergras-Herzfleckläufer ein sklerotisiertes Zentrum auf und die seitliche Führungstasche ist im posterioren Teil, die an den posterioren Rand der Epigyne ranreicht, befindlich. Die Spermathekalen besitzen je ein sklerotisiertes Apodems (sklerotisierte Einfaltung des Exoskeletts, beziehungsweise Außenpanzers). Ihr posteriorer Teil ist mit deutlichen Quernähten versehen. Die in Kalifornien verbreitete Artengruppe des Silbergras-Herzfleckläufers umfasst neben diesem laut Schick die Arten T. altimontis und T. coloradensis.
Logunov gab bei seiner Beschreibung der Artengruppe ähnliche Gemeinsamkeiten bezüglich der Merkmale wie Schick an. So fehlt ebenso laut ihm bei allen Arten der Gruppe eine sekundäre Tibialapophyse und die ventrale Tibialapophyse ist als blasser Höcker allerdings auf der ventrobasalen Seite der dorsalen Tibialapophyse entwickelt, wobei sie laut Logunov allerdings auch nicht ausgeprägt sein kann. Er beschreibt zusätzlich, dass die dorsale Tibialapophyse bei der Artengruppe gut entwickelt und meist stark sklerotisiert ist und außerdem eine schwach ausgebildete teguläre Apophyse vorhanden sein kann. Sowohl Schick als auch Logunov gaben an, dass die vergleichsweise großen Spermatheken ziemlich stark sklerotisiert sowie mit gut ausgebildeten Quernähten ausgestattet sind. Laut Logunov umfasst die Artengruppe des Silbergras-Herzfleckläufers zumindest 11 Arten. Dazu zählen neben diesem die sechs weiteren in Nordasien vorkommenden Arten T. arcticus, T. coloradensis, T. mongolicus, T. nigromaculatus, T. nipponicus und T. ubsunurensis. Bei den weiteren vier Arten handelt es sich um die in Kaukasien und Mittelasien verbreitete Art T. imbecillus, die in Mittelasien vertretene Art T. kitabensis, die in Israel vorkommende Art T. meronensis und die Art T. rubicellus, die in den kühlen gemäßigten Regionen der Vereinigten Staaten und Kanadas heimisch ist. Die Zugehörigkeit der Arten T. imbecillus und T. meronensis zur Artengruppe des Silbergras-Herzfleckläufers ist jedoch nicht vollständig geklärt, da sich beiden Arten durch die eigentümlichen gefalteten und zweizähnigen dorsalen Tibialapophysen an den Pedipalpen der Männchen von den anderen Arten unterscheiden.